# Ottendorf (Sebnitz)
Ottendorf je vesnice, místní část velkého okresního města Sebnitz v německé spolkové zemi Sasko. Nachází se v zemském okrese Saské Švýcarsko-Východní Krušné hory a má 406 obyvatel.

## Historie
Vesnice je poprvé zmiňována roku 1446 jako Othendorff. Sídlo vzniklo jako lesní lánová ves (německy Waldhufendorf) a bylo pojmenováno patrně podle svého lokátora. Samostatná obec Ottendorf se 1. března 1994 sloučila se Saupsdorfem a Lichtenhainem do nové obce Kirnitzschtal. Ta existovala až do 1. října 2012, kdy byla začleněna do velkého okresního města Sebnitz.

## Geografie
Ottendorf se nachází v národním parku Saské Švýcarsko. Nejvyšším bodem v okolí je Endlerkuppe s nadmořskou výškou 367 metrů. Vesnicí protéká Ottendorfský potok, který se na jižním okraji katastrálního území zprava vlévá do Křinice. Do Ottendorfu vede z Bad Schandau státní silnice 165 zvaná Kirnitzschtalstraße. Ve vsi stojí řada pozoruhodných podstávkových a hrázděných domů.

## Pamětihodnosti
- zřícenina skalního hradu Arnstein
- mlýny Buschmühle a Felsenmühle